# Enguterothrix crinipes
Enguterothrix crinipes là một loài nhện trong họ Linyphiidae.
Loài này thuộc chi Enguterothrix. Enguterothrix crinipes được J. Denis miêu tả năm 1962.